# Ryszard Dąbrowski (fizjolog)
Ryszard Dąbrowski (ur. 7 marca 1934 w Sędzinie, zm. 8 listopada 2002) – polski farmaceuta, patofizjolog, profesor zwyczajny, wykładowca Akademii Medycznej w Łodzi.

## Życiorys
Po ukończeniu w 1947 roku szkoły podstawowej w rodzinnym Sędzinie, podjął naukę w Prywatnym Liceum Ogólnokształcącym Księży Salezjanów w Aleksandrowie Kujawskim. Maturę zdał w liceum w Ciechocinku w 1953 roku. Po okresie pracy w Gminnej Radzie Narodowej w Sędzinie i roku studiów w Wyższej Szkole Rolniczej w Poznaniu, od 1957 roku studiował na Wydziale Farmaceutycznym Akademii Medycznej w Łodzi. Dyplom magistra farmacji uzyskał 23 lutego 1963 roku. Od 1962 roku był stażystą, następnie asystentem w Zakładzie Patologii Ogólnej i Doświadczalnej Akademii Medycznej w Łodzi. W toku swej kariery naukowej uzyskał w 1968 roku tytuł doktora, na podstawie pracy Rola histaminy w procesie kolagenogenezy, w 1980 roku habilitację na podstawie rozprawy Udział histaminy zewnątz- i wewnątzpochodnej w rozwoju tkanki łącznej, w 1990 roku nominację na profesora nadzwyczajnego, a 1 października 1994 roku tytuł profesora zwyczajnego. W listopadzie tegoż roku został kierownikiem Katedry i Zakładu Patofizjologii. W latach 1996–2002 pełnił funkcję prorektora do spraw nauczania i wychowania.
W swej pracy naukowej zajmował się przede wszystkim badaniami w zakresie biosyntezy i degradacji kolagenu i glikozoaminoglikanów jako głównych składników tkanki łącznej i ich roli w procesach gojenia i nowotworzenia tkanki łącznej w niektórych chorobach, w tym miażdżycy i zawale mięśnia sercowego. Był autorem 151 publikacji naukowych, w tym 82 oryginalnych prac doświadczalnych, a także współautorem dwóch podręczników patofizjologii, członkiem Polskiego Towarzystwa Fizjologicznego, Polskiego Towarzystwa Farmaceutycznego, Polskiego Towarzystwa Biochemicznego oraz zagranicznych stowarzyszeń naukowych.
Został odznaczony między innymi Krzyżem Kawalerskim Orderu Odrodzenia Polski, Złotym Krzyżem Zasługi oraz Medalem 50-lecia Łódzkich Wydziałów Medycznych. Zmarł 8 listopada 2002 roku i został pochowany na cmentarzu parafialnym w Sędzinie.